# Guitar Part
 (juin 2024).
La mise en forme du texte ne suit pas les recommandations de Wikipédia : il faut le « wikifier ».
Les points d'amélioration suivants sont les cas les plus fréquents. Le détail des points à revoir est peut-être précisé sur la page de discussion.
- Les titres sont pré-formatés par le logiciel. Ils ne sont ni en capitales, ni en gras.
- Le texte ne doit pas être écrit en capitales (les noms de famille non plus), ni en gras, ni en italique, ni en « petit »…
- Le gras n'est utilisé que pour surligner le titre de l'article dans l'introduction, une seule fois.
- L'italique est rarement utilisé : mots en langue étrangère, titres d'œuvres, noms de bateaux, etc.
- Les citations ne sont pas en italique mais en corps de texte normal. Elles sont entourées par des guillemets français : « et ».
- Les listes à puces sont à éviter, des paragraphes rédigés étant largement préférés. Les tableaux sont à réserver à la présentation de données structurées (résultats, etc.).
- Les appels de note de bas de page (petits chiffres en exposant, introduits par l'outil «  Source ») sont à placer entre la fin de phrase et le point final[comme ça].
- Les liens internes (vers d'autres articles de Wikipédia) sont à choisir avec parcimonie. Créez des liens vers des articles approfondissant le sujet. Les termes génériques sans rapport avec le sujet sont à éviter, ainsi que les répétitions de liens vers un même terme.
- Les liens externes sont à placer uniquement dans une section « Liens externes », à la fin de l'article. Ces liens sont à choisir avec parcimonie suivant les règles définies. Si un lien sert de source à l'article, son insertion dans le texte est à faire par les notes de bas de page.
- La présentation des références doit suivre les conventions bibliographiques. Il est recommandé d'utiliser les modèles {{Ouvrage}}, {{Chapitre}}, {{Article}}, {{Lien web}} et/ou {{Bibliographie}}. Le mode d'édition visuel peut mettre en forme automatiquement les références.
- Insérer une infobox (cadre d'informations à droite) n'est pas obligatoire pour parachever la mise en page.

Pour une aide détaillée, merci de consulter Aide:Wikification.
Si vous pensez que ces points ont été résolus, vous pouvez retirer ce bandeau et améliorer la mise en forme d'un autre article.
Guitar Part est un magazine mensuel d’information sur l’actualité musicale spécialisé dans la guitare. Le magazine est édité par le groupe de presse indépendant Bleu Petrol.
Guitar Part propose propose chaque mois à ses lecteurs des enquêtes, rencontres, interviews, et réalise des tests, comparatifs et guides d'achat sur les dernières nouveautés matos. 
Avec des séries de vidéos et des cahiers de partitions Guitar Part propose une méthode tous niveaux, du débutant au confirmé pour apprendre à jouer à son rythme au travers cours thématiques (blues, rock...) et via des études de style et des masterclass où des artistes renommés comme Satriani, Ford, Machine Head, ou Thomas Dutronc invitent les lecteurs dans leur univers.

## Tests Guitares
| Marques     | Modèles                         | Type               | GP n° | Date           |
| ----------- | ------------------------------- | ------------------ | ----- | -------------- |
| Variax      | James Tyler JTV-59              | Electrique         | 213   | Décembre 2011  |
| Dean        | Tracii Guns signature Nashvegas | Electrique         | 213   | Décembre 2011  |
| Cort        | Gasoline 1                      | Electrique         | 213   | Décembre 2011  |
| Peavey      | SC-2                            | Electrique         | 213   | Décembre 2011  |
| STERLING    | JP100                           | Electrique         | 213   | Décembre 2011  |
| Yamaha      | A3R                             | Electro-Acoustique | 213   | Décembre 2011  |
| Ibanez      | FRM-100 TR                      | Electrique         | 213   | Décembre 2011  |
| Charvel     | Desolation DS-1 ST              | Electrique         | 213   | Décembre 2011  |
| IBANEZ      | X-Series Halberd                | Electrique         | 211   | Octobre 2011   |
| Tōkai Gakki | TTE70 Paisley Breezysound       | Electrique         | 211   | Octobre 2011   |
| CUSTOM 77   | The Roxy DL3                    | Electrique         | 211   | Octobre 2011   |
| ESP Guitars | KH-SE                           | Electrique         | 211   | Octobre 2011   |
| ESP LTD     | Snakebyte                       | Electrique         | 211   | Octobre 2011   |
| VARIAX      | James Tyler JTV-89              | Electrique         | 211   | Octobre 2011   |
| Lâg         | GLV ACB 15                      | Electrique         | 211   | Octobre 2011   |
| RICHMOND    | Empire Cream                    | Electrique         | 210   | Septembre 2011 |
| DEAN V      | Michael Schenker Custom         | Electrique         | 210   | Septembre 2011 |
| Washburn    | HB15CTS                         | 3/4 de Caisse      | 210   | Septembre 2011 |
| DEAN        | Soltero Standard Custom         | Electrique         | 210   | Septembre 2011 |
| BLADE       | Durango DD-3                    | Electrique         | 210   | Septembre 2011 |
| PRS         | SE Custom 24                    | Electrique         | 210   | Septembre 2011 |
| CORT        | Yorktown-BV                     | Demi Caisse        | 210   | Septembre 2011 |
| TAYLOR      | 614CE                           | Electro-Acoustique | 210   | Septembre 2011 |
| YAMAHA      | Pacifica 311H                   | Electrique         | 210   | Septembre 2011 |
| YAMAHA      | Pacifica 510V                   | Electrique         | 210   | Septembre 2011 |
| YAMAHA      | Pacifica 611H FM                | Electrique         | 210   | Septembre 2011 |
| Fender      | Vintage Telecaster '72 Thinline | Electrique         | 210   | Septembre 2011 |
| FENDER      | Vintage Telecaster '72 Custom   | Electrique         | 210   | Septembre 2011 |

## Tests Amplis
| Marques | Modèles     | Type         | Technologie  | GP n° | Date          |
| ------- | ----------- | ------------ | ------------ | ----- | ------------- |
| ORANGE  | Dark Terror | Tête         | Lampes       | 213   | Décembre 2011 |
| DV MARK | Triple 6    | Tête + Bafle | Lampes       | 213   | Décembre 2011 |
| YAMAHA  | THR 10      | Tête         | Modélisation | 213   | Décembre 2011 |

## Tests Pédales
| Marques          | Modèles                         | Type                 | GP n° | Date           |
| ---------------- | ------------------------------- | -------------------- | ----- | -------------- |
| STRYMON          | Lex Rotary                      | Simple               | 213   | Décembre 2011  |
| TC ELECTRONIC    | Röttweiler                      | Simple               | 213   | Décembre 2011  |
| ELECTRO-HARMONIX | Ravish Sitar                    | Simple               | 213   | Décembre 2011  |
| DIGITECH         | iPB-10                          | Pédalier Multi-effet | 213   | Décembre 2011  |
| BEHRINGER        | DC9                             | Simple               | 210   | Septembre 2011 |
| BEHRINGER        | CL9                             | Simple               | 210   | Septembre 2011 |
| BEHRINGER        | CS400                           | Simple               | 210   | Septembre 2011 |
| EAGLETONE        | Pumpkin Compressor              | Simple               | 210   | Septembre 2011 |
| DANELECTRO       | Surf & Turf Compressor          | Simple               | 210   | Septembre 2011 |
| ROCKTRON         | Big Crush                       | Simple               | 210   | Septembre 2011 |
| MXR              | Dyna Comp                       | Simple               | 210   | Septembre 2011 |
| BOSS             | CS-3                            | Simple               | 210   | Septembre 2011 |
| VISUAL SOUND     | COMP 66                         | Simple               | 210   | Septembre 2011 |
| CARL MARTIN      | Classic Opto-Compressor         | Simple               | 210   | Septembre 2011 |
| ROCKTRON         | Reaction Compressor             | Simple               | 210   | Septembre 2011 |
| MAXON            | CP101                           | Simple               | 210   | Septembre 2011 |
| JACQUES          | Fat Burner                      | Simple               | 210   | Septembre 2011 |
| ELECTRO-HARMONIX | Black Finger                    | Simple               | 210   | Septembre 2011 |
| MXR              | Custom Comp CSP202              | Simple               | 210   | Septembre 2011 |
| HBE CPR          | Compressor Retro                | Simple               | 210   | Septembre 2011 |
| T-REX            | Comp-Nova                       | Simple               | 210   | Septembre 2011 |
| MAXON            | CP9 Pro                         | Simple               | 210   | Septembre 2011 |
| MAD PROFESSOR    | Forest Green Compressor Factory | Simple               | 210   | Septembre 2011 |
| VOX              | Snake Charmer Compressor        | Simple               | 210   | Septembre 2011 |
| PALMER           | Distortion                      | Simple               | 210   | Septembre 2011 |
| XOTIC AC         | Booster                         | Simple               | 210   | Septembre 2011 |
| STRYMON          | El Capistan                     | Simple               | 210   | Septembre 2011 |
| HIWATT           | Tube Overdrive                  | Simple               | 210   | Septembre 2011 |
| BLACKSTAR        | HT-Reverb                       | Simple               | 210   | Septembre 2011 |
| NUX              | MF6 Digital Multi FX            | Simple               | 210   | Septembre 2011 |